# Fabián Peña
Fabián Peña González , más conocido como El Ruso Peña, (19 de junio de 1973; Nuevo Laredo, Tamaulipas) es un exfutbolista mexicano que jugaba como centrocampista principalmente en el I. D. Necaxa de la Primera División de México.

## Trayectoria
Debutó en Primera División en la victoria de Tigres de la UANL 2-1 sobre Atlético Morelia, descendió junto con Tigres de la UANL a la Primera División A tras la temporada 1995-96 y obtuvo el ascenso con el mismo equipo al año siguiente. 
Es un jugador de medio campo que si bien es un recuperador nato, tiene cualidades para ir al frente e incluso anota un buen número de goles. Su estancia en Tigres de la UANL, equipo en el que debutó en 1993, fue constante y siempre en el cuadro titular. Sólo una fractura de tibia lo detuvo algún tiempo. 
Pasó a Necaxa en el Invierno 2000 juega ahí tres torneos, la Copa Merconorte 2000 y la edición 2001, pasa al Monterrey en el Apertura 2002 y regresa al Necaxa en el Clausura 2003 donde se consolida como pieza importante.

En el Apertura 2006, el Club América lo contrata como refuerzo ante la salida de Pável Pardo, Paco Torres e Irenio Soares, jugó la  Copa Libertadores 2007 y también viajó con el club a Japón para disputar el Mundial de Clubes 2006 sin embargo no tuvo minutos en el campo.
Para el Apertura 2007 es puesto transferible y fue contratado por el Puebla FC donde permanece hasta el Clausura 2009 donde culminó su carrera.

## Estadísticas

### Clubes
La siguiente tabla detalla los encuentros disputados y los goles marcados en los clubes en los que ha militado. 
| C.F. Tigres U.A.N.L · México |               |               |     |    |    |    |    |     |     |    |
| 1ª | 1993-94       | 9             | 0   | -  | -  | -  | -  | 9   | 0   |    |
| 1ª | 1994-95       | 13            | 1   | 1  | 0  | -  | -  | 14  | 1   |    |
| 1ª | 1995-96       | 9             | 0   | 2  | 0  | -  | -  | 11  | 0   |    |
| 2ª | 1996-97       | 31            | 8   | 5  | 1  | -  | -  | 36  | 9   |    |
| 1ª | 1997-98       | 23            | 1   | -  | -  | -  | -  | 23  | 1   |    |
| 1ª | 1998-99       | 29            | 3   | 2  | 0  | -  | -  | 31  | 3   |    |
| 1ª | 1999-00       | 29            | 1   | -  | -  | -  | -  | 29  | 1   |    |
| Total club | Total club    | 143           | 14  | 10 | 1  | -  | -  | 153 | 15  |    |
| C. Necaxa · México |               |               |     |    |    |    |    |     |     |    |
| 1ª | 2000-01       | 34            | 4   | -  | -  | 6  | 0  | 40  | 4   |    |
| 1ª | 2001-02       | 41            | 2   | -  | -  | 6  | 0  | 47  | 2   |    |
| 1ª | 2002-03       | 11            | 0   | -  | -  | 4  | 0  | 15  | 0   |    |
| 1ª | 2003-04       | 39            | 1   | -  | -  | -  | -  | 39  | 1   |    |
| 1ª | 2004-05       | 32            | 5   | 3  | 0  | -  | -  | 35  | 5   |    |
| 1ª | 2005-06       | 31            | 6   | 3  | 0  | -  | -  | 34  | 6   |    |
| Total club | Total club    | 188           | 18  | 6  | 0  | 16 | 0  | 210 | 18  |    |
| C.F. Monterrey · México |               |               |     |    |    |    |    |     |     |    |
| 1ª | 2002-03       | 8             | 0   | -  | -  | -  | -  | 8   | 0   |    |
| Total club | Total club    | 8             | 0   | -  | -  | -  | -  | 8   | 0   |    |
| C. América · México |               |               |     |    |    |    |    |     |     |    |
| 1ª | 2006-07       | 14            | 0   | 3  | 0  | 4  | 0  | 21  | 0   |    |
| Total club | Total club    | 14            | 0   | 3  | 0  | 4  | 0  | 21  | 0   |    |
| Puebla F.C. · México |               |               |     |    |    |    |    |     |     |    |
| 1ª | 2007-08       | 9             | 0   | -  | -  | -  | -  | 9   | 0   |    |
| 1ª | 2008-09       | 2             | 0   | -  | -  | -  | -  | 2   | 0   |    |
| Total club | Total club    | 11            | 0   | -  | -  | -  | -  | 11  | 0   |    |
| Total carrera | Total carrera | Total carrera | 364 | 32 | 19 | 1  | 20 | 0   | 403 | 33 |
| (1)Incluye datos de la Copa México, Pre Pre Libertadores (1998) e InterLiga (2005, 2006 y 2007). (2)Incluye datos de la Copa Merconorte (2000 y 2001), Copa Campeones CONCACAF (2003), Copa Libertadores (2007) y Mundial de Clubes (2006). |               |               |     |    |    |    |    |     |     |    |

### Resumen estadístico
| Competencia                    | Partidos | Goles |
| ------------------------------ | -------- | ----- |
| Primera División de México     | 333      | 24    |
| Primera División 'A' de México | 32       | 8     |
| Copa Libertadores              | 4        | 0     |
| Copa México                    | 10       | 1     |
| Copa Merconorte                | 12       | 0     |
| Copa Campeones CONCACAF        | 4        | 0     |
| InterLiga                      | 9        | 0     |
| Pre Pre Libertadores           | 2        | 0     |
| Total                          | 404      | 33    |

## Palmarés

### Campeonatos nacionales
| Título                    | Club            | País   | Año     |
| ------------------------- | --------------- | ------ | ------- |
| Copa México               | Tigres U.A.N.L. | México | 1995-96 |
| Liga de Ascenso de México | Tigres U.A.N.L. | México | 1996    |
| Liga de Ascenso de México | Tigres U.A.N.L. | México | 1997    |
| Campeón de Ascenso        | Tigres U.A.N.L. | México | 1997    |